# Glenea baramensis
Glenea baramensis é uma espécie de escaravelho da família Cerambycidae. Foi descrita por Stephan von Breuning em 1950. É conhecida a sua existência no Bornéu.